# Instituto de Agrobiotecnología
El Instituto de Agrobiotecnología o IdAB (Agrobioteknologiako Institutoa en euskera) es un centro de investigación situado en la localidad navarra de Mutilva.
El centro fue inaugurado en julio del año 1999, y se dedica a estudiar distintos aspectos relacionados con la biotecnología y la agronomía. 

## Financiación
El Instituto de Agrobiotecnología es un centro mixto, de titularidad está compartida entre el Consejo Superior de Investigaciones Científicas (CSIC) y el Gobierno de Navarra.
El personal investigador está compuesto por 11 investigadores de plantilla del Consejo Superior de Investigaciones Científicas, personal técnico y de administración y hasta 52 contratados pre y posdoctorales. Actualmente, el 50% del personal investigador que trabaja en este centro son doctores.

## Objetivos
Las principales misiones del Instituto de Agrobiotecnología son:
• Liderar el esfuerzo investigador que se realiza en la Comunidad Foral de Navarra en temas relacionados con la biotecnología para consolidar un desarrollo económico y social basado en el conocimiento.
• Transformar el conocimiento científico adquirido en herramientas aplicables a la agricultura, la ganadería, la salud y el medio ambiente.
• Estimular el desarrollo de la actividad empresarial en torno a la investigación de problemas biológicos.
• Ofrecer asesoramiento técnico en las nuevas tecnologías relacionadas con la biotecnología a la comunidad académica y empresarial.
• Formar investigadores a través de contratos predoctorales y posdoctorales.

## Grupos de investigación
Actualmente el instituto está constituido por cuatro grupos de investigación:
- Sanidad Animal.
- Agricultura Sostenible y Cambio Climático.
- Regulación Génica Bacteriana.
- Metabolismo de Carbohidratos.

## Premios en investigación
El grupo de trabajo de investigación Metabolismo de carbohidratos recibió el primer premio, dentro de la categoría 'Genética y Biología Molecular', en el IX Congreso Internacional de Medicina celebrado en junio de 2013 en Varsovia.